# 메리 치에포

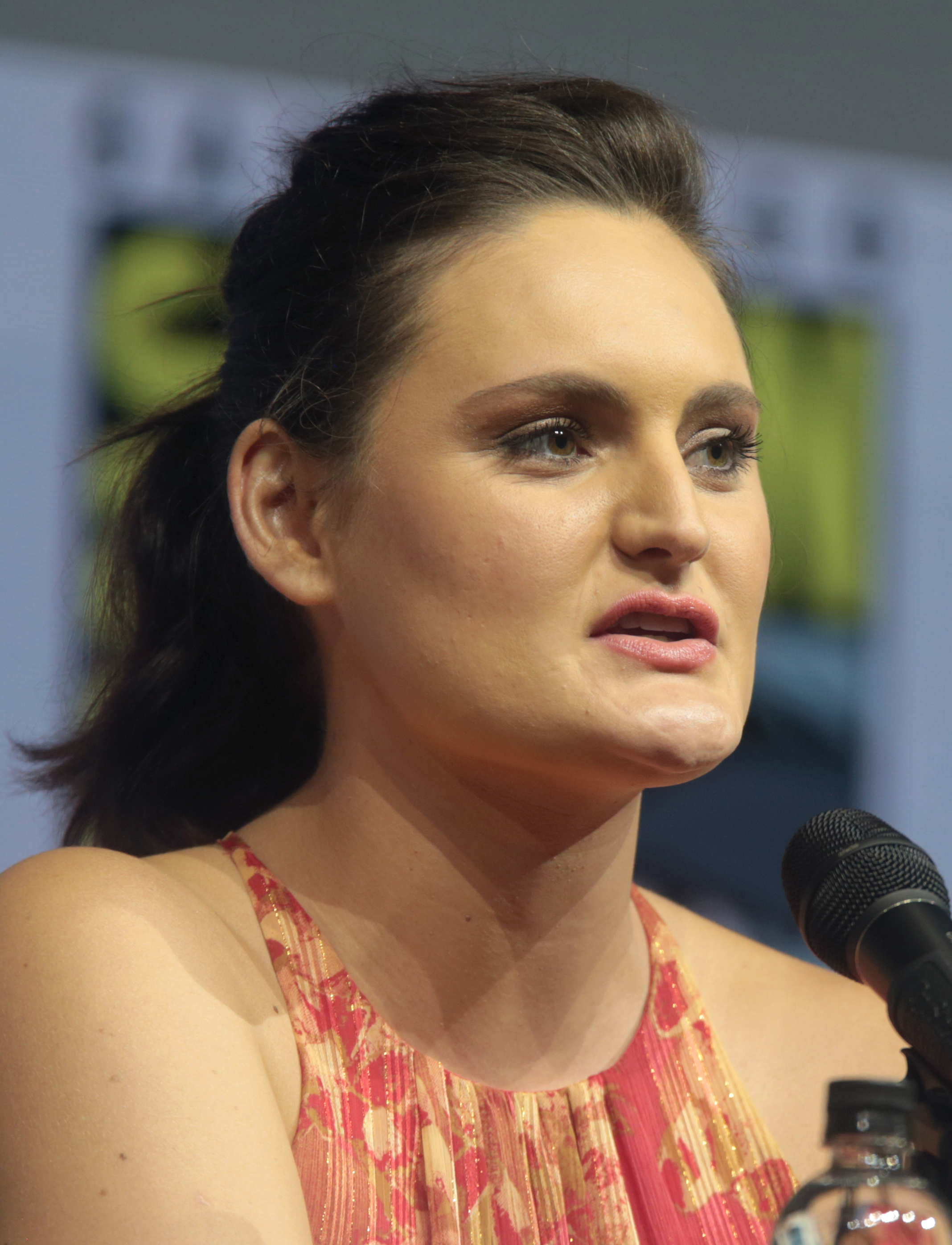

메리 치포(Mary Chieffo, 1992년 11월 7일 ~ )는 미국의 배우이다.

## 출연 작품

### 텔레비전
- 스타 트렉: 디스커버리 (2017-19)